# Drosophila multispina
Drosophila multispina är en tvåvingeart som beskrevs av Toyohi Okada 1956. Drosophila multispina ingår i släktet Drosophila och familjen daggflugor.
Artens utbredningsområde är Japan.